# Koło Instruktorów im. Mieczysława Bema
Koło Instruktorów im. Mieczysława Bema (KIMB) – krąg instruktorski w Związku Harcerstwa Polskiego mający charakter ruchu programowo-metodycznego. Powstał w 1931 z inicjatywy m.in. hm. Juliusza Dąbrowskiego i hm. Stefana Zakrzewskiego, który został jego pierwszym przewodniczącym. Celem było objęcie przez ZHP pracą wychowawczą młodzieży ze środowisk robotniczych i wiejskich oraz demokratyzacja Związku Harcerstwa Polskiego.
KIMB zawiązał się formalnie 15 września 1931. Jego korzenie są jednak starsze, sięgają drugiej połowy lat dwudziestych. Wiążą się z grupą instruktorów 40 Warszawskiej Drużyny Harcerzy, której drużynowym był Mieczysław Bem. Poległ on w walkach podczas przewrotu majowego 1926, niosąc pomoc rannym jako sanitariusz wojsk po stronie Józefa Piłsudskiego. Po śmierci Mieczysława Bema nowym drużynowym 40 WDH został Stefan Zakrzewski, a przybocznym Juliusz Dąbrowski. Drużyna osiągała wspaniałe wyniki wychowawcze i głośno było o niej w Warszawie. Z jej inicjatywy, na przełomie lat 1929/1930, w Warszawskiej Chorągwi Harcerzy utworzono Wydział Drużyn Szkół Powszechnych, który prowadzili hm. Józef Marian Sosnowski i phm. Juliusz Dąbrowski.
Kilka miesięcy po XI Walnym Zjeździe ZHP nastąpiła legalizacja KIMB. Założycielami było 19 instruktorów. Pierwszym przewodniczącym został Stefan Zakrzewski, sekretarzem Juliusz Dąbrowski, skarbnikiem Marian Bukowski. Do KIMB-u należeli między innymi Kazimierz Koźniewski i Edmund Pokrzywa – nauczyciel z Czechowic, późniejszego Ursusa.
Instruktorzy zgrupowani w KIMB chcieli propagować postępowe idee harcerskie i pedagogiczne w pracy z młodzieżą. Szczególnie z młodzieżą publicznych szkół powszechnych, młodzieżą z nizin społecznych, robotniczych, wiejskich i mniejszości narodowych. Sprzyjające warunki nastąpiły po przewrocie majowym 1926. 
W 1935 na spotkaniu instruktorów Chorągwi Warszawskiej KIMB postulował:
- demokratyzację ZHP
- objęcie ruchem harcerskim, szerszych mas młodzieży proletariackiej, ukraińskiej i żydowskiej
- podjęcie akcji przeciw nacjonalizmowi i antysemityzmowi wielu drużyn harcerskich
- reakcji na klerykalizację ZHP
- zmiany charakteru przysposobienia wojskowego w ZHP
- wyraźnej deklaracji o wychowaniu młodzieży przeciw imperializmowi i wojnie
- przeciwdziałania szerzącej się w ZHP "ślepocie społecznej" i wychowania starszej młodzieży robotniczej na działaczy walczących o sprawiedliwość społeczną.

Hm. Juliusz Dąbrowski i instruktorzy KIMB podjęli kilka inicjatyw programowych, celem wdrożenia nowatorskich metod wychowawczych, które pomogą ZHP "...wychowywać działaczy społecznych gotowych podjąć walkę o społeczną przebudowę ustroju...". Ze względu na zbyt lewicowy charakter inicjatyw były w wielu środowiskach harcerskich sabotowane. To, oraz wystąpienie hm. Juliusza Dąbrowskiego przeciw podejmowaniu delegacji Hitlerjugend w 1937, spowodowało usunięcie go z Głównej Kwatery ZHP i ograniczenie roli KIMB. Jednak w czasie II wojny światowej hm. Juliusz  Dąbrowski był współtwórcą pierwszej Głównej Kwatery Szarych Szeregów („Pasieka”) i wchodził w jej skład.
Tradycje i idee KIMB kultywowane były w Hufcu ZHP Ursus im. hm. Mieczysława Bema, które wniósł tam jeden z członków KIMB hm. Edmund Pokrzywa.